# Léon Flameng
Léon Flameng (Parigi, 30 aprile 1877 – Ève, 2 gennaio 1917) è stato un pistard francese.
Fu campione olimpico nella 100 chilometri su pista ai Giochi olimpici 1896 ad Atene.

## Carriera
Partecipò alle gare su pista di ciclismo ai Giochi della I Olimpiade, ad Atene, vincendo il titolo nella 100 chilometri, e classificandosi secondo 10 chilometri e terzo nei 2000 metri. Prese parte anche alla cronometro sul giro di pista (333 ⅓ metri), dove arrivò quinto.
Durante la prima guerra mondiale combatté come pilota per l'Aeronautica militare francese, prima nell'8º Reggimento di artiglieria, e poi nel 2º Gruppo Aviatori. Dopo un primo incidente nel giugno 1916, in cui colpito dal nemico sopra Verdun riuscì ad atterrare riportando ferite guaribili, il 2 gennaio 1917 Flameng fu vittima di un guasto all'aeromobile durante un volo sopra Ève, nell'Oise: nell'occasione riuscì a espellersi ma, a causa di un problema al paracadute, morì nell'impatto al suolo.

## Piazzamenti

### Competizioni mondiali
- Giochi olimpici

Atene 1896 - 10.000 metri: 2º
Atene 1896 - 100 km: vincitore
Atene 1896 - 2.000 metri: 3º
Atene 1896 - Cronometro: 5º